# Moby Legacy
Le Moby Legacy est un ferry de la compagnie italienne Moby Lines. Construit par les chantiers chinois Guangzhou Shipyard International (GSI) de 2020 à 2023, il dessert depuis février 2024 les liaisons entre le continent italien et la Sardaigne.

## Historique

### Origines et construction
À la fin des années 2010, la direction de la compagnie Moby Lines, filiale du groupe Onorato, envisage le renouvellement de la flotte en service sur ses liaisons entre la continent italien et la Sardaigne, et plus particulièrement sur sa desserte phare entre Livourne et Olbia. Cette ligne est en effet assurée par les ferries rapides Moby Wonder et Moby Aki, navires relativement imposants et capacitaire mais dont les dimensions avaient été limitées en prévision d'une exploitation sur Bastia, dont le port ne permettait pas, à l'époque, la venue de navires dépassant une certaine longueur. En plus de disposer de navires plus grands, la mise en service de nouvelles unités permettrait à Moby de conforter sa domination du marché des lignes sardes, notamment face à son principal concurrent Grimaldi Lines qui a entrepris de développer son réseau et d'aligner une performante flotte de navires mixtes tout au long de la décennie. Ainsi, le 11 février 2018, Onorato signe conjointement avec l'armateur MSC une lettre d'intention adressée aux chantiers chinois Guangzhou Shipyard International (GSI) pour la construction de quatre navires jumeaux d'une capacité de 2 500 passagers et 3 765 mètres linéaires de fret. Il est alors prévu que deux navires soient livrés à Moby Lines tandis que les deux autres soient construits pour la compagnie Grandi Navi Veloci (GNV), filiale de MSC. La commande sera par la suite confirmée par Moby environ un an plus tard avec la signature le 27 juin 2019 du contrat de construction de deux navires jumeaux. MSC, pour sa part, renoncera finalement à ce programme en commun.
Les deux futures unités de Moby affichent alors des dimensions particulièrement hors normes avec une longueur de 237 mètres et une capacité de 2 500 passagers et 3 850 mètres linéaires, soit la possibilité d'embarquer 1 300 véhicules ou 300 unité de fret. Malgré ces caractéristiques démesurées, la conception des navires se veut classique avec des locaux fonctionnels, sans originalité particulière, occupant toutefois une importante surface et disposant d'un grand confort, ainsi que l'adoption d'une motorisation plus conventionnelle ayant cependant la particularité d'être compatible avec une propulsion au gaz naturel liquéfié (GNL).
La construction du second navire commence le 9 octobre 2020 aux chantiers GSI de Canton. Son nom, dévoilé à l'occasion, devait initialement être Moby Magic, mais évoluera par la suite en Moby Legacy. Malgré les retards engendrés par la pandémie de Covid-19 et d'importantes difficultés financières rencontrées par Moby, la construction se poursuit et le navire est lancé le 1er décembre 2022. La situation préoccupante de l'armateur à ce moment-là entraîne l'acquisition du navire et de son jumeau par la Banque industrielle et commerciale de Chine, qui en a financé en grande partie la construction et qui les frètera à Moby Lines une fois achevés. Tandis que son sister-ship le Moby Fantasy commence ses premières rotations en Méditerranée, le Moby Legacy réalise ses premiers essais en mer au mois de juin 2023. Une fois les travaux de finition achevés et la livrée appliquée, le navire demeure en Chine jusqu'à sa prise en main par Moby Lines le 19 décembre 2023.

### Service

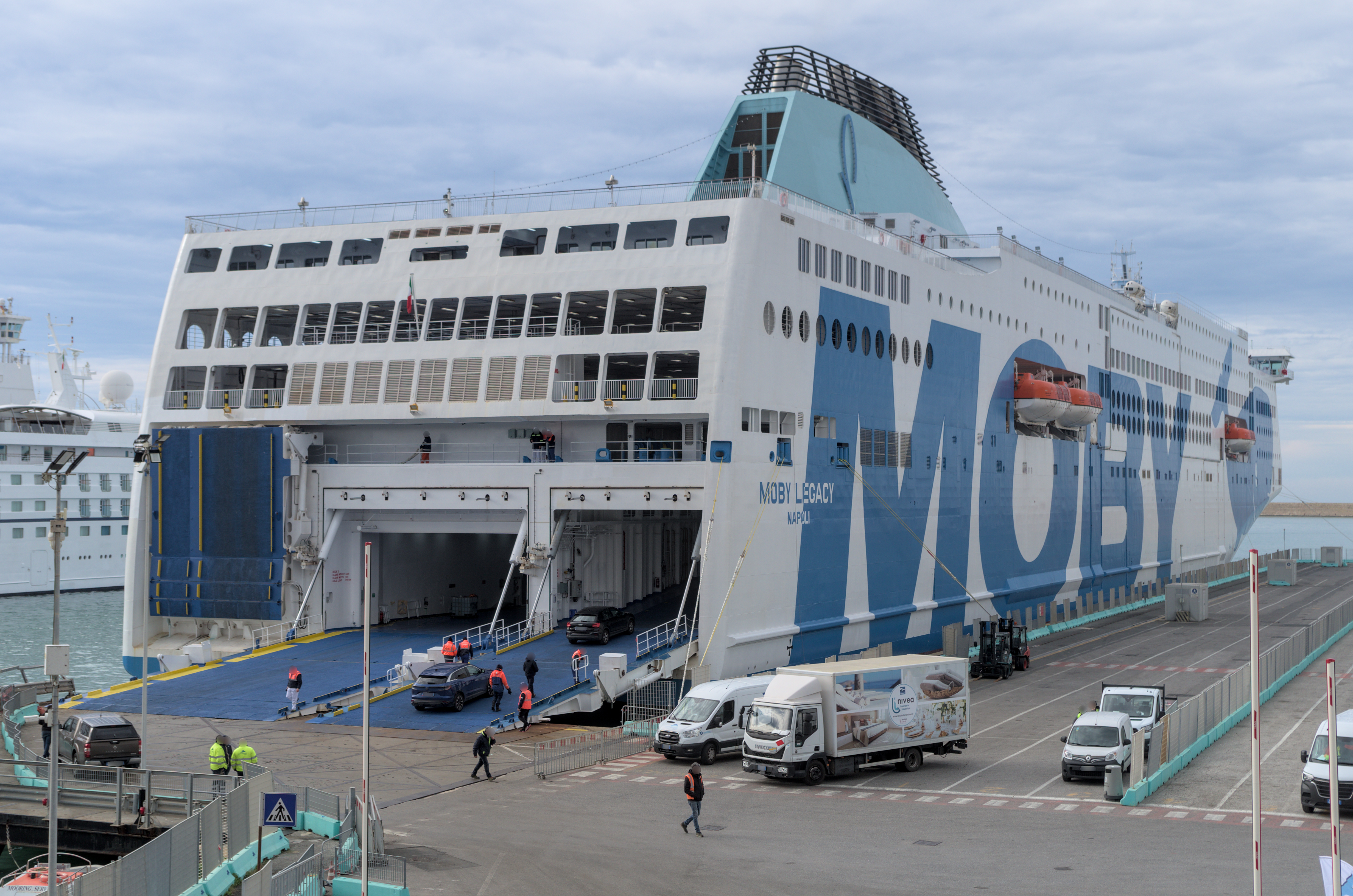
Le Moby Legacy à Livourne en février 2024.

Le 26 décembre 2023, le Moby Legacy quitte la Chine et commence son convoyage vers l'Italie. Après une courte escale à Hong Kong, il met le cap sur le Sri Lanka et avitaille à Colombo le 2 janvier 2024. Contrairement au Moby Fantasy qui avait rejoint la Méditerranée via le canal de Suez, le Moby Legacy emprunte un itinéraire différent et contourne l'Afrique en raison de la multiplication des attaques de navires marchands par les houthis en mer Rouge. Au terme d'une vingtaine de jours de navigation, le navire effectue une escale à Las Palmas de Grande Canarie le 25 janvier afin d'avitailler une nouvelle fois et pénètre en Méditerranée. Le convoyage s'achève le 28 janvier avec la première arrivée du Moby Legacy à Livourne. Il rejoint ainsi son sister-ship le Moby Fantasy mis en service un an plus tôt.

## Aménagements

### Locaux communs
Le Moby Legacy dispose d'un pont entier dédié aux parties communes. Parmi elles se trouvent un bar-salon de 723 places, un restaurant à la carte, un restaurant self-service pouvant accueillir 447 personnes, une promenade intérieure parcourant tout le long du navire et un bar extérieur.

### Cabines
Le Moby Legacy est équipé de 441 cabines situées sur le pont 10. Ces cabines, internes et externes, sont le plus souvent équipée de deux à quatre couchettes ainsi que de sanitaires comprenant douche, WC et lavabo. Quelques-unes proposent quant à elles un grand lit à deux places. Le navire propose également 403 places en fauteuils Pullman.

## Caractéristiques
Le Moby Legacy mesure 237 mètres de long pour 32 mètres de large et son tonnage est de 69 500 UMS. Le navire a une capacité 2 500 passagers et est pourvu d'un garage de 3 850 mètres linéaires pouvant accueillir 1 300 véhicules ou 300 remorques répartis sur quatre niveaux. Le garage est à accessible par trois portes rampes arrière donnant un accès simultané à tous les niveaux. La propulsion est assurée par quatre moteurs hybrides diesel et GNL Wärtsilä 9L46F développant une puissance de 43 200 kW entraînant deux hélices à pas variable faisant filer le bâtiment à une vitesse de 23,5 nœuds. Le Moby Legacy possède six embarcations de sauvetage fermées de grande taille. Elles sont complétées par deux canots semi-rigides et plusieurs radeaux de sauvetage à coffre s'ouvrant automatiquement au contact de l'eau. Le navire est doté de trois propulseurs d'étrave facilitant les manœuvres d'accostage et d'appareillage.

## Lignes desservies
Depuis le 17 février 2024, le Moby Legacy effectuera la liaison entre l'Italie continentale et la Sardaigne sur la ligne Livourne - Olbia en traversée de nuit et de jour.